# Sporveismuseet Vognhall 5
Sporveismuseet Vognhall 5 er et transportmuseum ved Majorstuen i Oslo med udstilling af bevarede T-banetog, sporvogne, busser og trolleybusser fra byen. Museet har til huse i den tidligere Vognhall 5 (Remise 5), der rummer omkring 25 sporvogne, 10 busser og andre køretøjer foruden andre genstande fra byens trafikale historie. Museet har desuden forbindelse til sporvejsnettet ved Majorstuen, hvilket benyttes til kørsel med nogle af de bevarede sporvogne på udvalgte dage.
Museet drives af foreningen Lokaltrafikkhistorisk Forening (LTF), der har ca. 500 medlemmer. LTF blev grundlagt i 1966, seks år efter at byrådet havde besluttet at nedlægge byens sporveje og trolleybusser. Grundlæggelsen skulle desuden ses i lyset af nedlæggelsen af sporvejen i Bergen, hvor kun en enkelt sporvogn var blevet bevaret. Pr. 2020 omfatter foreningens samling 5 hestesporvogne, 44 elektriske sporvogne, 24 forstads- og T-banevogne, 13 arbejdsvogne, 1 hesteomnibus, 2 trolleybusser, 42 busser og 8 andre køretøjer.
Den ældste udstillede vogn er hestesporvognen er KSS 6, der blev anskaffet ved indførelse af sporvejsdrift i Oslo i 1875. Blandt de elektrisk sporvogne kan som eksempler nævnes KES 32 fra 1899 med åbne endeperroner, de karakteristiske Gullfisk som OS 163 fra 1937 og Høka-vognene SM-53 som OS 234 fra 1957. Forstadsbanerne repræsenteres blandt andet af trævogne fra Holmenkollbanen som HKB 42 fra 1917 og en af de første T-banevogne fra T1000-serien i form af OS 1089 fra 1967. Den ældste bus er EB 2 fra 1924, der havde titelrollen i spillefilmen Bussen fra 1961. En anden raritet er OS 810 fra 1951, der er Oslos eneste bevarede trolleybus.
Selve bygningen Vognhall 5 var oprindeligt en del af en større remise, der blev opført i 1913-1914 efter tegninger af Paul Armin Due for Kristiania Elektriske Sporvei. Selskabet indgik i Oslo Sporveier i 1924, der fortsatte med at anvende den som driftsremise, især til linjer i området omkring den nærliggende Majorstuen Station. I 1964-1966 blev den afviklet som driftsremise men blev benyttet til opbevaring af vogne, der skulle ophugges, indtil 1967. Derefter mistede Vohnhall 5 sin sporforbindelse for efterfølgende at blive udlejet til forskellige formål i 1970'erne. I 1983 flyttede Lokaltrafikkhistorisk forening ind, og i 1985 åbnede museet. Sporforbindelsen blev genetableret i 1994. Bygningen blev renoveret i 1995-1996, hvor udstillingen også blev bygget op på ny.
Det materiel der ikke indgår i udstillingen på museet er primært opbevaret i Alnabru, Follum og Vinterbro. Sidstnævnte sted har man siden 1970'erne arbejdet på at opbygge en 300 meter lang museumssporvej, hvor der desuden er opstillet flere bygninger af trafikhistorisk interesse.